# تشينغ جونسون
تشينغ جونسون هو لاعب هوكي جليد كندي، ولد في 7 ديسمبر 1898 في وينيبيغ في كندا، وتوفي في 16 يونيو 1979 في سيلفر سبرينغ في الولايات المتحدة.

## وصلات خارجية
- تشينغ جونسون على موقع دوري الهوكي الوطني (الإنجليزية)
- تشينغ جونسون على موقع EliteProspects.com (الإنجليزية)
- تشينغ جونسون على موقع HockeyDB.com (الإنجليزية)
- تشينغ جونسون على موقع Hockey-Reference.com (الإنجليزية)